# Michael Argyle
John Michael Argyle (* 11. August 1925 in Nottingham; † 6. September 2002) war ein britischer Sozialpsychologe. Michael Argyle lehrte als Professor an der Universität Oxford, seit 1992 als Emeritus. Er war ein Pionier der Erforschung nonverbaler Ausdrucksformen.

## Leben
Er wurde in Nottingham als das einzige Kind von Phyllis, geborene Hawkins, und dem „Schoolmaster“ George Edgar Argyle geboren. Die Eltern starben, als Michael elf Jahre alt war. Er besuchte die Nottingham High School for Boys und studierte an der University of Cambridge Mathematik. Während des Zweites Weltkriegs unterbrach er sein Studium und arbeitete als Feuerwehrmann im Londoner East End, wo er bei der Beseitigung der durch die Bombardierung während des Blitzkriegs verursachten Schäden half, und als Funker in Berlin. Von 1943 bis 1947 diente er in der Royal Air Force (RAF) und wurde in Kanada zum Navigator ausgebildet. Er verließ die RAF 1947 und kehrte nach Cambridge zurück, wo er sein Grundstudium 1950 mit einem Abschluss in experimenteller Psychologie beendete. Argyle verbrachte weitere zwei Jahre in Cambridge, wo er seine postgradualen Forschungen betrieb, bevor er zum ersten Dozenten für Sozialpsychologie an der Universität Oxford ernannt wurde. Er blieb in Oxford und wurde 1966 Gründungsmitglied des Wolfson College, 1969 Reader in Psychologie, 1989 Vize-Regent von Wolfson und emeritierter Professor an der Oxford Brookes University.

## Werk
Er verfolgte ein Vorgehen, das mehr Wert auf reale Probleme und deren Lösungen als auf Untersuchungen im Laborstil legte, ohne dabei jedoch die Vorteile der experimentellen Methode zu opfern. Er leistete Beiträge zu vielen Bereichen, darunter: Sozialverhalten, Psychologie der sozialen Klasse, Psychologie des Glücks und Religionspsychologie. Einige seiner bekanntesten Beiträgen betrafen den Bereich der nonverbalen Kommunikation. Er erkannte, dass es viele nonverbale Aspekte des Verhaltens gibt, wie z. B. Blicke, Körperhaltung, Nähe, Gesichtsausdrücke usw., die für die Kommunikation mit anderen mindestens genauso wichtig sind wie die gesprochenen Worte. Er stellte die Hypothese auf, dass die gesprochene Sprache normalerweise dazu dient, Informationen über Ereignisse außerhalb des Sprechers zu übermitteln, während nonverbale Codes dazu dienen, zwischenmenschliche Beziehungen herzustellen und aufrechtzuerhalten. Anhand von Videobändern, die den Versuchspersonen gezeigt wurden, analysierten er und seine Mitarbeiter die Kommunikation einer unterwürfigen/dominanten Haltung und fanden heraus, dass nonverbale Hinweise eine 4,3-mal stärkere Wirkung hatten als verbale Hinweise, wobei die Körperhaltung die stärkste Methode zur Kommunikation des überlegenen Status war.
In den 1970er Jahren richtete er ein Trainingsprogramm für soziale Fähigkeiten für Patienten mit psychischen Störungen ein, die sich in sozialen Situationen nicht angemessen verhalten konnten. Das Programm wurde dann auf das Training für Jugendliche ausgeweitet, die antisoziales Verhalten zeigten, und auf Gewalttäter, die mit Wut umgehen mussten; ein weiteres Trainingsprogramm wurde für Ärzte entwickelt, um deren Zuhör- und Kommunikationsfähigkeiten im Umgang mit Patienten zu verbessern.
Er veröffentlichte auch mehrere empirische Arbeiten über die Psychologie der Religion. Dabei blieb er der wissenschaftlichen Methode verpflichtet und ließ nicht zu, dass sein Glaube seine experimentelle Forschung beeinträchtigte. Seine Arbeiten  zeigen sein Engagement für die Empirie in der Psychologie und enthalten Ergebnisse von Erhebungen zu Themen wie dem Glauben an das Leben nach dem Tod oder der Häufigkeit religiöser Erfahrungen in der Allgemeinbevölkerung.
Serne späteren Beiträge bezogen sich auf die Psychologie des Glücks; dieses Gebiet wurde seiner Meinung nach von Psychologen, die sich eher mit der Erforschung von Depressionen beschäftigten, zu wenig erforscht. Seine Zusammenstellung der  empirischen Befunde zum Thema Glück zeigen die Erkenntnis auf, dass Glück tatsächlich durch zwischenmenschliche Beziehungen, Sex, Essen, Bewegung, Musik, Erfolg und andere Faktoren gefördert wird, aber wahrscheinlich nicht durch Wohlstand. Eine wichtige Erkenntnis war, dass das Glück nicht einfach dadurch zunimmt, dass man die Ursachen für das Unglücklichsein beseitigt, sondern dadurch, dass man sich an einer Aktivität beteiligt, die man mit anderen teilen kann.

## Privates
Während seiner Zeit in Cambridge lernte er Sonia Kemp († 1999), eine Absolventin des Girton College, kennen und heiratete sie. Sie hatten vier Kinder: drei Töchter (Miranda, Rosalind und Ophelia) und einen Sohn (Nicholas). Argyle war ein zutiefst religiöser Mensch und spielte eine aktive Rolle in der anglikanischen Kirche, insbesondere in seinen späteren Jahren.  Außerdem hatte er eine große Leidenschaft für schottische Country-Tänze und eine Vorliebe für die Kunst des zwanzigsten Jahrhunderts. Nach dem Tod seiner Frau heiratete er 2000 erneut. Seine zweite Frau, Gillian Thompson, teilte ebenfalls seine Leidenschaften für das Tanzen und Schwimmen, und sie engagierten sich aktiv im kirchlichen Leben. Er starb am 6. September 2002 im Alter von 77 Jahren an den Verletzungen, die er sich bei einem Badeunfall zugezogen hatte und von denen er sich nie mehr vollständig erholte.

## Ehrungen
- Gastprofessor an Universitäten in Kanada, Australien und den Vereinigten Staaten * Ehrendoktorwürde der Universität Oxford (1979)
- Ehrendoktorwürde der University of Adelaide (1982)
- Ehrendoktorwürde der Vrije Universiteit Brussel (1982)
- Vorsitzender der Sektion Sozialpsychologie der British Psychological Society
- 1990 Distinguished Career Contribution Award der British Psychological Society
- 1992 Ehrenstipendium der British Psychological Society

## Veröffentlichungen (Auswahl)
englischsprachig:
- The Scientific Study of Social Behaviour, Methuen 1957
- Religious Behaviour, Routledge & Kegan Paul 1958
- Training Managers (mit Trevor Smith), Acton Society Trust 1962
- Psychology and Social Problems, Methuen 1964
- The Psychology of Interpersonal Behaviour, Penguin 1967
- The Social Psychology of Work, Allen Lane, London 1972, ISBN 0-7139-0186-1.
- Skills With People: A Guide for Managers (mit Elizabeth Sidney und Margaret Brown), Hutchinson 1973, ISBN 0-09-116481-8
- Gaze and Mutual Gaze (mit Mark Cook), Cambridge University Press 1976, ISBN 0-521-20865-3
- Social Skills and Mental Health (mit Peter Trower und Bridget Bryant), Methuen 1978, ISBN 0-416-84980-6
- Social Situations (mit Adrian Furnham und Jean Ann Graham), Cambridge University Press 1981, ISBN 0-521-23260-0
- The Psychology of Happiness, Methuen, London / New York 1987, ISBN 0-416-40960-1.
- mit L. Lu: The happiness of extraverts. In: Personality and Individual Differences. Band 11, 1990, S. 1011–1017.
- Cooperation: The Basis of Sociability, Routledge 1991, ISBN 0-415-03545-7
- The Social Psychology of Everyday Life, Routledge 1992, ISBN 0-415-01071-3
- The Psychology of Social Class, Routledge 1994, ISBN 0-415-07954-3
- The Social Psychology of Leisure, Penguin, London 1996, ISBN 0-14-023887-5.
- The Psychology of Religious Behaviour, Belief and Experience (mit Benjamin Beit-Hallahmi), Routledge 1997, ISBN 0-415-12330-5
- The Psychology of Money (mit Adrian Furnham), Routledge 1998, ISBN 0-415-14605-4.
- Causes and correlates of happiness. In: D. Kahneman et al. (Hrsg.): Well-Being: The Foundations of Hedonic Psychology. New York 2000.

in deutscher Übersetzung:
- Social Interaction, Tavistock Publications 1969, deutsch: Soziale Interaktion (Übersetzung: W. R. Arlt), Kiepenheuer und Witsch Köln 1972, ISBN 3-462-00861-7
- Bodily Communication, Methuen 1975, ISBN 0-416-67450-X, deutsch: Körpersprache und Kommunikation (Übersetzung: Christoph Schmidt). Junfermann Paderborn, 9. Auflage 2005, ISBN 978-3-87387-171-7
- Person to Person: Ways of Communicating (mit Peter Trower), Harper & Row 1979, ISBN 0-06-318097-9, deutsch: Signale von Mensch zu Mensch : die Wege der Verständigung (Übersetzung: Manfred Ohl und Hans Sartorius), Beltz Weinheim 1981, ISBN 3-407-85008-5
- The anatomy of relationships, deutsch: Die Anatomie menschlicher Beziehungen – Spielregeln des Zusammenlebens (Übersetzung: Werner Enzmann), Junfermann Paderborn 1986, ISBN 3-87387-256-0, mvg-Verlag München 1990, ISBN 3-478-08420-2